# Puerto Plata
Puerto Plata (chiamata talvolta San Felipe de Puerto Plata) è la capitale della provincia di Puerto Plata, nella Repubblica Dominicana. Uno dei più importanti porti commerciali del Paese. Comprende, oltre al capoluogo, due distretti municipali: Yásica Arriba e Maimón.

## Geografia fisica
La città sorge sul mare e questo la rende visibile dal porto. La piccola baia attorno al quale la città è stata costruita fornisce un porto naturale. Puerto Plata è la più grande città sulla costa settentrionale. Geograficamente fa parte del Septentrional Cordillera, raggiungendo un'altezza massima di 800 m sul livello del mare. E possibile arrivare fino in cima alla collina, Isabel de Torres, seguendo la strada statale Don José Ginebra.

## Storia

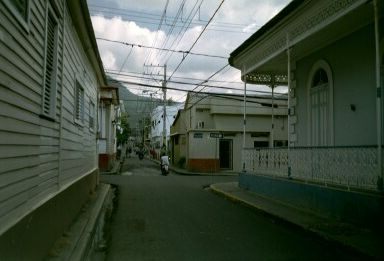
Una strada di Puerto Plata

Gli storici sono incerti sulla data precisa della fondazione della città ma la data più probabile è il 1502.
Cristoforo Colombo, nel suo primo viaggio, chiamò la montagna Monte de Plata perché la parte superiore del monte, spesso nebbiosa, sembrava argento e da qui il nome della città.
La città è stata progettata dai fratelli Cristoforo e Bartolomeo Colombo nel 1496.
Nei suoi primi anni di vita la città, colonia spagnola, era il maggior centro commerciale dell'isola ma nel 1605, sull'ordine di Ferdinando III, la città fu distrutta per ostacolare l'avanzata della pirateria Inglese.
Nell'800' la città fu ripopolata da agricoltori provenienti dalle Canarie.
Dal 1822 al 1844 fu sotto il controllo di Haiti, come tutta la nazione.
Nel 1884 inizia la repubblica e la città ha avuto un boom commerciale.
La città è cresciuta sotto l'influenza degli immigrati europei, che hanno lasciato un'impronta culturale e sociale, importante che la distingue dagli altri paesi della nazione ma nel 1863 la città fu rasa al suolo completamente per via della guerra di restaurazione e la ricostruzione della città incominciò due anni più tardi, nel 1865. Questo spiega il perché i suoi palazzi più antichi sono in stile Vittoriano.
Entro la fine del XVIII secolo la città era ridiventata una dei principali centri commerciali del paese.

## Turismo
La città è famosa per località come Playa Dorada e Costa Dorada, situata ad est di Puerto Plata. Ci sono un totale di 100.000 posti letto in hotel della città. È servita da Puerto Plata Gregorio Luperón International Airport, situato a circa 15 miglia a est della città, vicino al villaggio di La Union.

### Il forte

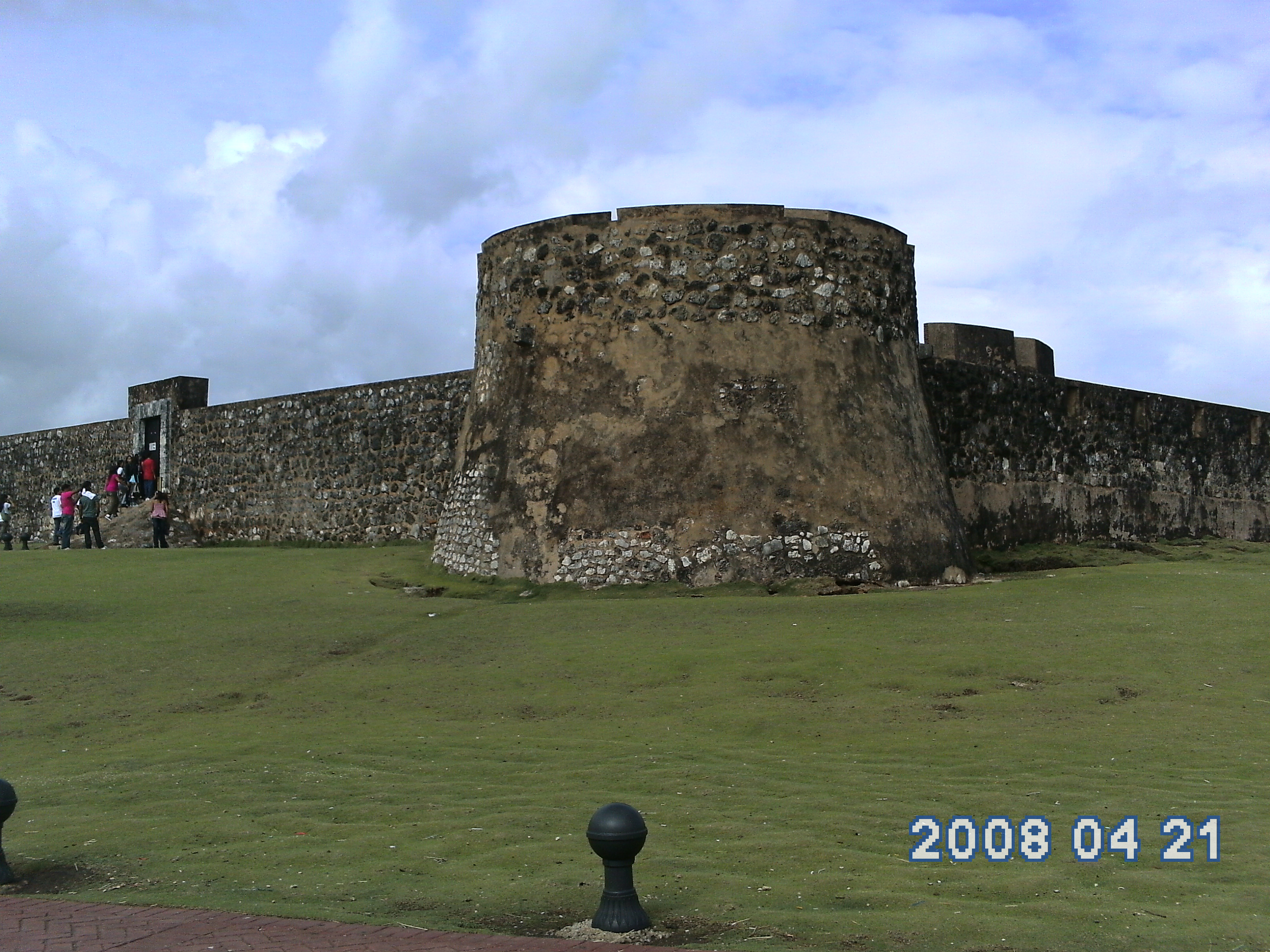
Il forte di Puerto Plata

Il forte di Puerto Plata è il principale monumento dell'epoca coloniale della città. Il forte serviva alla città per proteggersi dalle incursioni dei banditi, dei pirati Francesi e Inglesi che terrorizzavano gli abitanti della città. Il forte si chiama: forte Filippo II e nel 1980 è stato dichiarato monumento nazionale.

### Ocean World

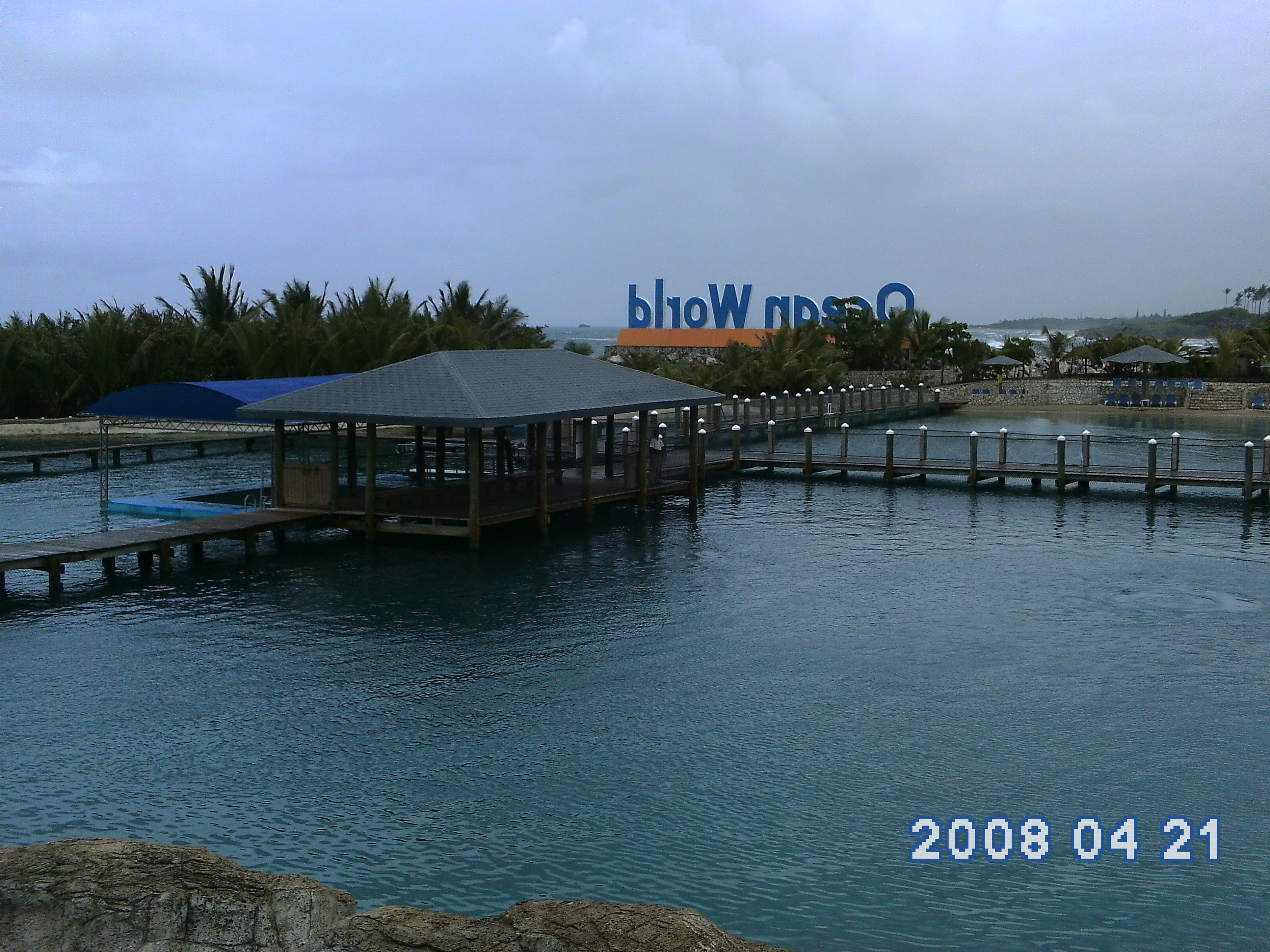
Ocean World

Ocean World è situato nel mezzo delle scogliere di Cofresi Beach, in uno dei luoghi più affascinanti della Repubblica Dominicana. Il costo complessovo è di 45 milioni di dollari e comprendeun porto turistico, la presenza permanente di circa 14 delfini, la spiaggia e le foreste, così come fishbowls, pittoreschi e uccelli esotici tigri della foresta, e un Hotel e Casinò di recente inaugurato. Ocean World si trova all'interno di un grande complesso turistico, che fa parte di un paradiso sulla costa settentrionale della Repubblica Dominicana. Il proprietario di Ocean world è LA Meister, che ha mostrato grande interesse per Puerto Plata.

### Il faro
Il faro è stato costruito durante il governo del generale Gregorio Luperón. Ha una solida base in muratura ed è elevato a 137 metri sul livello del mare. Nel 2000 è stata presentata una richiesta di restauro incluso quello di rinnovare la sua struttura integralmente e di riportare il faro ai suoi tempi d'oro.

### Teleferico
Il teleferico, in italiano la funivia, è stato costruito da italiani ed è stato inaugurato nel 1975. Può ospitare fino a 17 persone e impiega 8 minuti per salire e scendere la montagna. Questo piccolo treno, è accogliente, con le sue pareti di vetro protetto, offre al visitatore, una visione piena della città.

### Il Cristo Redentore

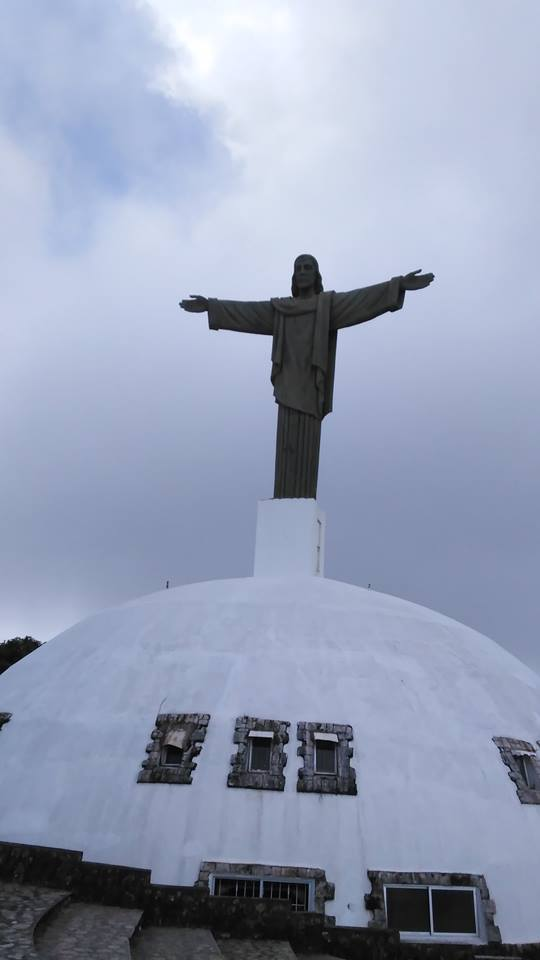

Il teleferico porta sulla cima della Montagna Isabel de Torres, a Puerto Plata da dove oltre a godere del bellissimo paesaggio si può ammirare il gigantesco Cristo Redentore di ben 16 metri, che fu installato nel 1970. Alla base del cristo è presente una cupola dove all´interno si trovano tanti piccoli negozi che vendono souvenir. Inoltre il cristo di Puerto Plata è gemellato con il famoso e ancor più grande Cristo del Corcovado di Rio de Janeiro, in Brasile.